# Martin Dougoud
Martin Dougoud, noto anche con il soprannome Dougy (19 maggio 1991), è un canoista svizzero, specializzato nella disciplina del caiacco slalom.

## Biografia
È allenato da Benjamin Buys e Christian Bahmann. Vive a Pau in Francia, dove si allena.
Ai mondiali di La Seu d'Urgell 2019 ha ottenuto la qualificazione ai Giochi olimpici estivi di Tokyo 2020.
Ai campionati europei di canoa slalom di Praga 2020 ha vinto la medaglia di bronzo nella specialità del K1 individuale.

## Palmarès
- Campionati Mondiali

Londra 2023: bronzo nell'Extreme K1.
- Giochi europei

Cracovia 2023 : argento nel K1.
- Campionati europei

Praga 2020: bronzo nel K1 individuale